# Dominique Parodi
Dominique Parodi, född den 2 maj 1870 i Genua, död den 12 november 1955 i Paris, var en fransk filosof.
Parodi var från 1919 generalinspektör för den offentliga undervisningen i Frankrike. Han utbildade med anknytning till filosofer som Jules Lachelier, Émile Boutroux, Alfred Fouillée och Octave Hamelin en eklektisk, huvudsakligen av Immanuel Kant påverkad så kallad "integral" rationalism. Gentemot Henri Bergsons intuitionsfilosofi å ena sidan och en renodlad rationalism å andra, hävdar Parodi en "rationell intuition" som kunskapens verkliga källa. Även som etiker följer han Kant och förkastar nytto- och lyckomoralen. Han vände sig även mot olika former av politisk reaktion i Frankrike med företrädare som Ferdinand Brunetière, Maurice Barrès, Action française med flera. Bland hans skrifter märks Traditionalisme et démocratie (1909), Le problème moral et la pensée contemporaine (1909), La philosophie contemporaine en France (1919), samt Du positivisme à l'idéalisme (2 band, 1930).